# Melchiorre Delfico (economista)

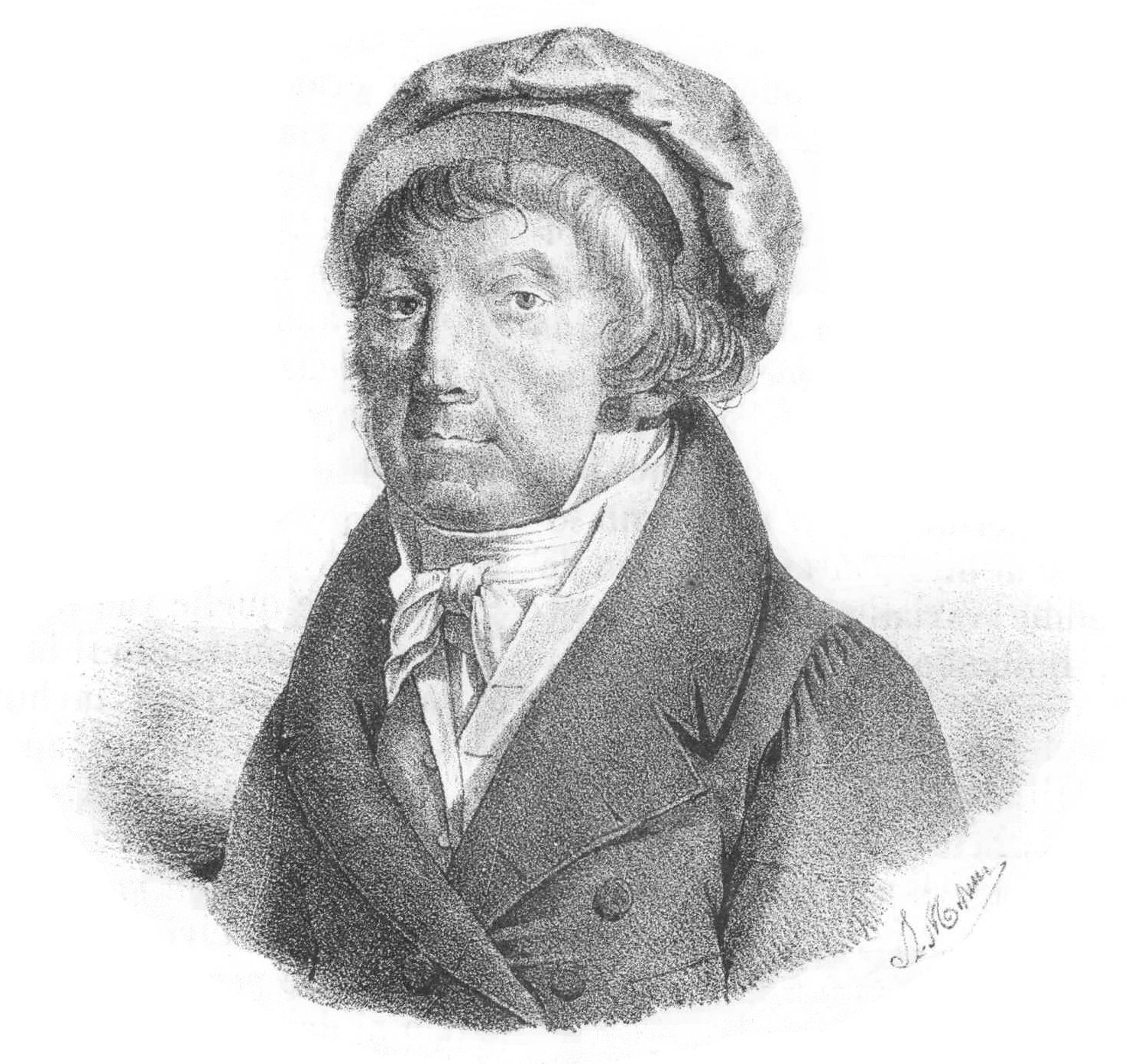
Melchiorre Delfico.

Melchiorre Delfico (Teramo, Abruzzo, 1 de agosto de 1744 - Teramo, 2 de junio de 1835) fue un economista napolitano.

## Biografía
Fue educado en Nápoles. Se dedicó especialmente al estudio de la jurisprudencia y de la economía política, y sus numerosas publicaciones ejercieron una gran influencia práctica en la corrección y extinción de muchos abusos. En virtud de José Bonaparte, Delfico se hizo consejero de Estado, cargo que ocupó hasta la restauración de Fernando IV, cuando fue nombrado presidente de la comisión de los archivos.